# Serbi di Bosnia ed Erzegovina
I serbi di Bosnia ed Erzegovina (in serbo Срби у Босни и Херцеговини/Srbi u Bosni i Hercegovini), spesso detti serbo-bosniaci (in serbo Босански Срби/Bosanski Srbi), sono uno dei tre popoli costitutivi della Bosnia ed Erzegovina. Vivono prevalentemente nell'entità amministrativa della Republika Srpska, dove sono l'88% della popolazione; nell'altra entità, la Federazione di Bosnia ed Erzegovina, i serbo-bosniaci costituiscono solo il 3% della popolazione.

## Popolazione
L'ultimo censimento fatto nel 1996, registrava 1.484.530 di serbi, pari al 37,9% della popolazione totale del paese. Al 2000 la stima è del 37% della popolazione totale. Gran parte dei serbi di Bosnia ed Erzegovina vive nelle regioni della Republika Srpska, nella Bosnia Occidentale e nel cantone dell'Una-Sana. I serbo-bosniaci sono la seconda popolazione più diffusa nel territorio della Bosnia ed Erzegovina dopo i bosgnacchi. La maggior parte di questi sono ortodossi altri invece sono atei. I serbo-bosniaci parlano la lingua serba nel dialetto stocavo Ijekavo, simile al dialetto parlato in Bosnia ed Erzegovina e in Croazia. La popolazione è stimata attorno a un milione di abitanti.

## Storia

### Alto Medioevo
Gli slavi giungono nella regione balcanica durante il periodo di Giustiniano I (527-565) quando 100 000 slavi fanno irruzione a Salonicco. Nei Balcani occidentali sono situati gli Sclaveni, in quelli orientali gli Anti. Nel 557 circa 100 000 slavi migrano verso la Tracia e l'Illiria saccheggiando le città e stabilendosi.
Secondo il De Administrando Imperio, opera scritta tra il 948 e il 952 dall'Imperatore bizantino Constantino VII, i serbi si stabilirono in Bosnia ed Erzegovina durante il regno dell'imperatore bizantino Eraclio I (610-641). I terreni del loro condottiero, identificato come Arconte sconosciuto (Nepoznati knez in serbo), vennero divisi in principati: Narentani (o Pagania), Zaclumia, Travunia, Doclea e Rascia. La Bosnia, incentrata sul fiume Bosna, è menzionata come una delle regioni che allora erano sotto il controllo del dominio serbo, specialmente sotto il principe Časlav Klonimirović.
Presso la regione attuale della Bosnia, allora vi erano solamente due città principalmente popolate: Cattaro e Desnik. La regione attuale dell'Erzegovina allora faceva parte della Zaclumia e della Travunia; oggi queste regioni sono divise in Erzegovina Occidentale, Erzegovina Narenta e la regione di Trebinje.
Col passare degli anni le regioni sono state in costante evoluzione e i nobili serbi sono stati spesso in conflitto tra loro per l'ottenimento della supremazia e del controllo dei territori serbi.
Il Principe Višeslav di Serbia riesce a unire diverse province e tribù, governando direttamente le terre ereditarie (Župania) di Narentani, Piva, Tara e Lim. Višeslav governa durante il periodo di Carlo Magno (768-814).
Secondo gli Annales Regni Francorum (822), il duca della Pannonia Ljudevit Posavski fugge dalla sua sede situata a Sisak dai serbi (durante il regno di Radoslav di Serbia o di suo figlio Prosigoj di Serbia) che controllavano gran parte della Dalmazia.
Il Principe Vlastimir di Serbia, tre anni dopo aver sconfitto i bulgari nella guerra bulgaro-serba, ha continuato ad espandersi ad ovest annettendo a nord-est la Bosnia e a sud-est il territorio dell'Erzegovina (Zahumlje). Vlastimir organizza un matrimonio tra sua figlia e Krajina Belojević, che gli garantisce il titolo di Principe di Trebinje.
Durante il regno di Mutimir (851-891), i serbi vengono cristianizzati. La Serbia diviene un importante alleato dei bizantini; le flotte di Zaclumia, Travunia e Canali vengono inviate a combattere i saraceni a Ragusa nell'869 su immediata richiesta di Basilio I, a cui Ragusa aveva chiesto aiuto.
Il principe Petar Gojniković sconfigge Tišemir di Bosnia, annettendo così la valle della Bosna al suo regno. Egli conquistò inoltre la Narenta, la Pagania, dove pare entrò in conflitto con Michele di Zaclumia (o Michele Višević), vassallo di Zaclumia (con Travunia e Doclea) del governo bulgaro.
L'età d'oro della Serbia nel periodo medievale viene raggiunta con il principe Časlav di Serbia (o Časlav Klonimirović; 927-960) che racchiude tutti i territori; conclude una confederazione volontaria con i capi di Bosnia che li porta fuori dal controllo veneto-croato. Con le altre principali comunità di slavi nelle regioni di Zahumlje, Pagania, Travunia, Doclea e Rascia Časlav stabilisce uno stato che comprendeva i territori tra la riva del Mar Adriatico, il fiume Sava, la valle della Morava così come il nord dell'Albania. Časlav sconfigge i magiari e il loro comandante Kisa sulle rive del fiume Drina, proteggendo la Bosnia. Nella seconda battaglia contro i magiari Časlav e i suoi uomini vengono sconfitti e fatti annegare nel fiume Sava.
La legge serba nella parte più occidentale della Bosnia decade dopo la sconfitta di Časlav. Sarà in seguito il Re Constantine Bodin nella guerra contro i bizantini, combattuta tra il 1082 e il 1085, a ripristinarla.
Si insedia Stefan (Stjepan in bosniaco) di Bosnia come Bano.

### Era ottomana
In seguito gli ottomani occuparono la Bosnia nel XV secolo e molti serbi originari dell'est dell'Erzegovina migrarono a nord fino ai confini della Bosnia e della Krajina bosniaca a ovest.

### Era austro-ungarica
Nel 1878 la Bosnia ed Erzegovina divenne un protettorato dell'Impero austro-ungarico, nonostante le forti opposizioni dei serbi. Il 28 giugno 1914 Gavrilo Princip diviene noto a livello internazionale a causa dell'assassinio del Principe Francesco Ferdinando a Sarajevo. Questo fatto è considerato il pretesto per la grande guerra. L'Austria-Ungheria esce sconfitta dal conflitto: la Bosnia ed Erzegovina viene annessa alla neonata Jugoslavia.

### La seconda guerra mondiale
Durante la seconda guerra mondiale i serbi di Bosnia ed Erzegovina vennero sottoposti al regime fascista ustascia dello Stato Indipendente di Croazia. Sotto l'Ustascia i serbi bosniaci, assieme agli ebrei e agli zingari vennero sottoposti ad un genocidio, noto come genocidio serbo, dove centinaia di migliaia di civili serbi furono uccisi.
Tra il 1945 e il 1948, dopo la seconda guerra mondiale, circa settantamila serbi migrarono dalla Repubblica Popolare di Bosnia ed Erzegovina verso la Vojvodina dopo che i tedeschi avevano lasciato la regione.
Inizialmente i serbi sono uno dei due grandi popoli che forma la Bosnia ed Erzegovina; in seguito saranno uno dei tre popoli a formare lo stato balcanico, dopo che i bosniaci musulmani ottennero lo statuto costitutivo nel 1968:
- Nel 1948 la Repubblica Popolare di Bosnia ed Erzegovina conduce un primo censimento della popolazione: i serbi bosniaci sono 1.136.116 pari al 44,3% della popolazione bosniaca.
- Nel 1953 un secondo censimento rivela che in Bosnia ed Erzegovina risiedono 1.264.372 serbi bosniaci pari al 44,4% della popolazione del paese.
- Nel censimento condotto nel 1961 i serbi bosniaci erano 1.406.057, pari al 42,3% della popolazione nella Repubblica Socialista di Bosnia ed Erzegovina.

### Le guerre jugoslave
La Repubblica Socialista Federale di Jugoslavia nata nel 1945, sul finire della seconda guerra mondiale, si dissolve il 27 aprile 1992. Il 5 aprile del 1992 il Presidente bosniaco musulmano Alija Izetbegović proclama l'indipendenza della Bosnia ed Erzegovina ma la dichiarazione d'indipendenza della Bosnia ed Erzegovina non viene accettata dal governo serbo che controllava la Jugoslavia. Viene formata l'area autonoma serba nella frontiera bosniaca, presso la regione bosniaca di Bosanska Krajina con capitale Banja Luka, che non era stata riconosciuta dal governo centrale. La SAO della frontiera bosniaca tenta di unirsi alla regione autonoma della frontiera serba in croata. Il capofila politico dei serbi supportato dall'esercito proclama l'indipendenza della Bosnia ed Erzegovina nel 1992.
Durante questo periodo nasce l'idea di formare una Grande Serbia, idea che sembrava realizzabile in Serbia e in Bosnia. Questa ideologia sostenuta dalle regioni abitate dai serbi. I bosgnacchi e i bosniaci croati nominano un governo non riconosciuto la nuova Repubblica Serba di Bosnia ed Erzegovina, con presidente Radovan Karadžić. I serbi bosniaci accettano la proposta di cantonizzazione etnica (piano Carrington-Cutileiro), ma in seguito il capo politico bosniaco Alija Izetbegović revoca il contratto rifiutandosi di decentralizzare il paese appena nato in linee etniche. Comincia quella che in seguito verrà definita Guerra in Bosnia ed Erzegovina, all'interno delle più vaste guerre jugoslave.
I serbi combattono per la maggior parte del conflitto sia contro i bosgnacchi sia contro i croati bosniaci. Durante il conflitto bosgnacco-croato i serbi collaborarono soprattutto con la parte croata. I serbi diedero supporto anche ai filo-jugoslavi bosgnacchi della Regione Autonoma della Bosnia occidentale guidata da Fikret Abdić. Le forze militari serbe hanno anche compiuto pulizie etniche contro i non-serbi: il più grande massacro è stato quello di Srebrenica nel luglio del 1995 dove, sotto la guida di Ratko Mladić, più di ottomila bosgnacchi vennero uccisi.